# Lausanne LUCAF Owls 2024
Questa voce raccoglie le informazioni riguardanti i Lausanne LUCAF Owls nelle competizioni ufficiali della stagione 2024.

## Lega B 2024

### Stagione regolare
| Chavannes-près-Renens 7 aprile 2024, ore 14:00 2ª giornata | Lausanne LUCAF Owls | 13 – 8 referto | Langenthal Invaders | Centre Sportif\| Arbitro: \| Gameiro Lopes \| |
| Arbitro:                                                   | Gameiro Lopes       |                |                     |                                               |

| Bienne 21 aprile 2024, ore 14:00 4ª giornata | Bienna Jets | 0 – 6 referto | Lausanne LUCAF Owls | Sportplatz Mettmoos\| Arbitro: \| Gerber \| |
| Arbitro:                                     | Gerber      |               |                     |                                             |

| Chavannes-près-Renens 28 aprile 2024, ore 14:00 5ª giornata | Lausanne LUCAF Owls | 0 – 8 referto | Luzern Lions | Centre Sportif\| Arbitro: \| Gameiro Lopes \| |
| Arbitro:                                                    | Gameiro Lopes       |               |              |                                               |

| Chavannes-près-Renens 5 maggio 2024, ore 14:00 6ª giornata | Lausanne LUCAF Owls | 12 – 13 referto | Schaffhausen Sharks | Centre Sportif\| Arbitro: \| Gameiro Lopes \| |
| Arbitro:                                                   | Gameiro Lopes       |                 |                     |                                               |

| Langenthal 25 maggio 2024, ore 18:00 8ª giornata | Langenthal Invaders | 27 – 10 referto | Lausanne LUCAF Owls | Stadion Hard\| Arbitro: \| Kämpf \| |
| Arbitro:                                         | Kämpf               |                 |                     |                                     |

| Lucerna 8 giugno 2024, ore 18:00 10ª giornata | Luzern Lions | 3 – 7 referto | Lausanne LUCAF Owls | Leichtathletikstadion Hubelmatt\| Arbitro: \| Gerber \| |
| Arbitro:                                      | Gerber       |               |                     |                                                         |

| Chavannes-près-Renens 16 giugno 2024, ore 14:00 11ª giornata | Lausanne LUCAF Owls | 33 – 6 referto | Bienna Jets | Centre Sportif\| Arbitro: \| Böni \| |
| Arbitro:                                                     | Böni                |                |             |                                      |

| Neuhausen am Rheinfall 23 giugno 2024, ore 14:00 Recupero 9ª giornata | Schaffhausen Sharks | 14 – 17 referto | Lausanne LUCAF Owls | Stadion Langriet\| Arbitro: \| Strähl \| |
| Arbitro:                                                              | Strähl              |                 |                     |                                          |

### Playoff
| Lucerna 29 giugno 2024, ore 18:00 Semifinale | Luzern Lions | 3 – 6 referto | Lausanne LUCAF Owls | Leichtathletikstadion Hubelmatt\| Arbitro: \| Fouillet \| |
| Arbitro:                                     | Fouillet     |               |                     |                                                           |

| Langenthal 6 luglio 2024, ore 18:00 Finale | Langenthal Invaders                                    | 16 – 9 referto | Lausanne LUCAF Owls | Stadion Hard\| Arbitri: \| Urben Waldspurger Bösch Buntschu Kölliker Jungen Lange \| |
| Arbitri:                                   | Urben Waldspurger Bösch Buntschu Kölliker Jungen Lange |                |                     |                                                                                      |

## Statistiche di squadra
| Competizione      | %Vittorie | In casa | In casa | In casa | In casa | In casa | In casa | In trasferta | In trasferta | In trasferta | In trasferta | In trasferta | In trasferta | Totale | Totale | Totale | Totale | Totale | Totale |
| Competizione      | %Vittorie | G       | V       | N       | P       | Pf      | Ps      | G            | V            | N            | P            | Pf           | Ps           | G      | V      | N      | P      | Pf     | Ps     |
| ----------------- | --------- | ------- | ------- | ------- | ------- | ------- | ------- | ------------ | ------------ | ------------ | ------------ | ------------ | ------------ | ------ | ------ | ------ | ------ | ------ | ------ |
| Stagione regolare | .625      | 4       | 2       | 0       | 2       | 58      | 35      | 4            | 3            | 0            | 1            | 40           | 44           | 8      | 5      | 0      | 3      | 98     | 79     |
| Playoff           | .500      | 0       | 0       | 0       | 0       | 0       | 0       | 2            | 1            | 0            | 1            | 15           | 19           | 2      | 1      | 0      | 1      | 15     | 19     |
| Totale            | .600      | 4       | 2       | 0       | 2       | 58      | 35      | 6            | 4            | 0            | 2            | 55           | 63           | 10     | 6      | 0      | 4      | 113    | 98     |